# Tahura recurvata
Tahura recurvata är en insektsart som beskrevs av Dietrich 2004. Tahura recurvata ingår i släktet Tahura och familjen dvärgstritar. Inga underarter finns listade i Catalogue of Life.